# Bahrein op de Olympische Zomerspelen 2012
Bahrein nam deel aan de Olympische Zomerspelen 2012 in Londen, Verenigd Koninkrijk.
Van de twaalf deelnemers namen er tien namens Bahrein deel na naturalisatie. Zeven van hen kwamen uit Ethiopië, twee uit Kenia en een uit de Verenigde Staten.

## Medailleoverzicht
| Sport    | Olympiër           | Onderdeel | Medaille |
| -------- | ------------------ | --------- | -------- |
| Atletiek | Maryam Yusuf Jamal | 1500m (v) | *        |

* De medailles werden opnieuw toegewezen nadat de Turkse gouden en zilveren medaille winnaressen hun medailles werden ontnomen, het Bahreinse brons werd goud.

## Deelnemers en resultaten
(m) = mannen, (v) = vrouwen 

### Atletiek
| Olympiër            | Onderdeel    | Resultaat | Prestatie                                                                    |
| ------------------- | ------------ | --------- | ---------------------------------------------------------------------------- |
| Belal Mansoor Ali   | 1500m (m)    | 10e       | serie 1: 10e in 3:38.69 halve finale 2: 7e in 3:35.40 finale: 10e in 3:37.98 |
| Bilisuma Shugi      | 5000m (m)    | 25e       | serie 1: 10e in 13:31.84                                                     |
| Hasan Mahboob       | 10000m (m)   | DNF       | niet gefinisht                                                               |
|                     |              |           |                                                                              |
| Genzeb Shumi Regasa | 800m (v)     | 20e       | serie 3: 3e in 2:07.77 halve finale 3: 6e in 2:07.76                         |
| Genzeb Shumi Regasa | 1500m (v) *  | 34e       | serie 2: 8e in 4:14.02                                                       |
| Mimi Belete         | 1500m (v) *  | 18e       | serie 3: 3e in 4:07.01 halve finale 1: 7e in 4:05.91                         |
| Maryam Jamal        | 1500m (v) *  | Brons     | serie 1: 3e in 4:05.39 halve finale 2: 4e in 4:02.18 finale: 3e in 4:10.74   |
| Tejitu Daba         | 5000m (v)    | 12e       | serie 1: 6e in 15:05.59 finale: 12e in 15:21.34                              |
| Shitaye Eshete      | 5000m (v)    | 10e       | serie 2: 8e in 15:05.48 finale: 10e in 15:19.13                              |
| Shitaye Eshete      | 10000m (v)   | 6e        | 30:47.25                                                                     |
| Maitha Lahdan       | marathon (v) | 62e       | 2:36.20                                                                      |

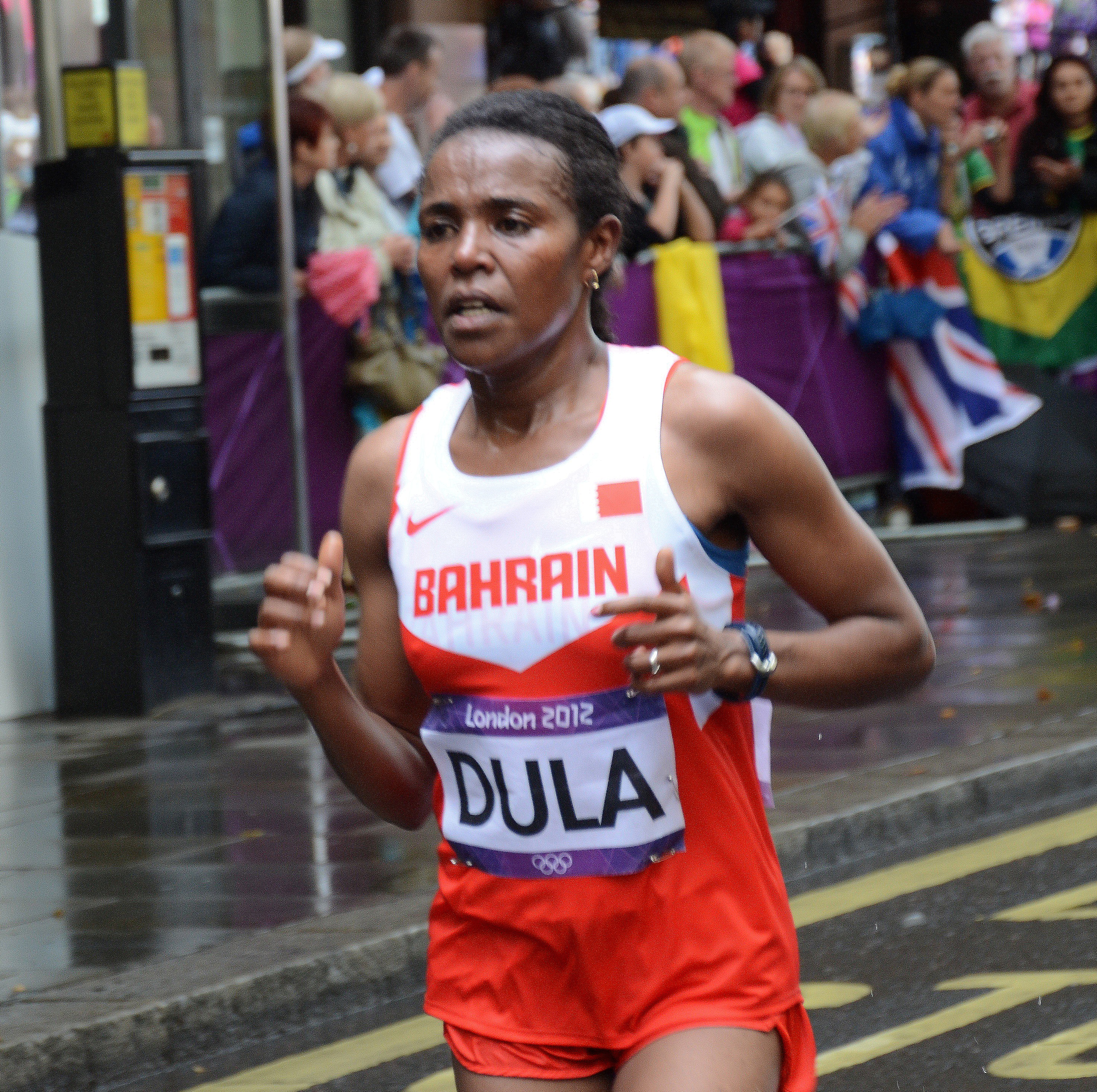
Lishan Dula in de olympische marathon

* Uitslagen van voor de herschikking van de medailles; zie noot bij medailleoverzicht,

### Schietsport
| Olympiër      | Onderdeel                  | Resultaat | Prestatie                                            |
| ------------- | -------------------------- | --------- | ---------------------------------------------------- |
| Azza Al-Qasmi | 50m geweer 3-houdingen (v) | 33e       | kwalificatie: 33e met 576 punten (98-98-95-95-95-95) |

### Zwemmen
| Olympiër      | Onderdeel            | Resultaat | Prestatie              |
| ------------- | -------------------- | --------- | ---------------------- |
| Khalid Baba   | 100m vlinderslag (m) | 43e       | serie 1: 3e in 1.04,05 |
|               |                      |           |                        |
| Sara Al Flaij | 50m vrije slag (v)   | 68e       | serie 2: 5e in 33,81   |

Afghanistan · Albanië · Algerije · Amerikaanse Maagdeneilanden · Amerikaans-Samoa · Andorra · Angola · Antigua en Barbuda · Argentinië · Armenië · Aruba · Australië · Azerbeidzjan · Bahama's · Bahrein · Bangladesh · Barbados · België · Belize · Benin · Bermuda · Bhutan · Bolivia · Bosnië en Herzegovina · Botswana · Brazilië · Britse Maagdeneilanden · Brunei · Bulgarije · Burkina Faso · Burundi · Cambodja · Canada · Centraal-Afrikaanse Republiek · Chili · China · Chinees Taipei · Colombia · Comoren · Congo-Brazzaville · Congo-Kinshasa · Cookeilanden · Costa Rica · Cuba · Cyprus · Denemarken · Djibouti · Dominica · Dominicaanse Republiek · Duitsland · Ecuador · Egypte · El Salvador · Equatoriaal-Guinea · Eritrea · Estland · Ethiopië · Fiji · Filipijnen · Finland · Frankrijk · Gabon · Gambia · Georgië · Ghana · Grenada · Griekenland · Groot-Brittannië · Guam · Guatemala · Guinee · Guinee‑Bissau · Guyana · Haïti · Honduras · Hongarije · Hongkong · Ierland · IJsland · India · Indonesië · Irak · Iran · Israël · Italië · Ivoorkust · Jamaica · Japan · Jemen · Jordanië · Kaaimaneilanden · Kaapverdië · Kameroen · Kazachstan · Kenia · Kirgizië · Kiribati · Koeweit · Kroatië · Laos · Lesotho · Letland · Libanon · Liberia · Libië · Liechtenstein · Litouwen · Luxemburg · Macedonië · Madagaskar · Malawi · Maldiven · Maleisië · Mali · Malta · Marshalleilanden · Marokko · Mauritanië · Mauritius · Mexico · Micronesië · Moldavië · Monaco · Mongolië · Montenegro · Mozambique · Myanmar · Namibië · Nauru · Nederland · Nepal · Nicaragua · Nieuw-Zeeland · Niger · Nigeria · Noord-Korea · Noorwegen · Oeganda · Oekraïne · Oezbekistan · Oman · Oostenrijk · Oost-Timor · Pakistan · Palau · Palestina · Panama · Papoea-Nieuw-Guinea · Paraguay · Peru · Polen · Portugal · Puerto Rico · Qatar · Roemenië · Rusland · Rwanda · Saint Kitts en Nevis · Saint Lucia · Saint Vincent en Grenadines · Salomonseilanden · Samoa · San Marino · Sao Tomé en Principe · Saoedi-Arabië · Senegal · Servië · Seychellen · Sierra Leone · Singapore · Slovenië · Slowakije · Soedan · Somalië · Spanje · Sri Lanka · Suriname · Swaziland · Syrië · Tadzjikistan · Tanzania · Thailand · Togo · Tonga · Trinidad en Tobago · Tsjaad · Tsjechië · Tunesië · Turkije · Turkmenistan · Tuvalu · Uruguay · Vanuatu · Venezuela · Verenigde Arabische Emiraten · Verenigde Staten · Vietnam · Wit-Rusland · Zambia · Zimbabwe · Zuid-Afrika · Zuid-Korea · Zweden · Zwitserland · Onafhankelijke atleten